# Santi patroni cattolici dei comuni dell'Umbria
Lista di santi patroni cattolici dei comuni dell'Umbria:

## Provincia di Perugia
- Perugia: san Costanzo di Perugia, sant'Ercolano e san Lorenzo

- Assisi: san Rufino
- Bastia Umbra: san Michele arcangelo
- Bettona: san Crispolto
- Bevagna: san Vincenzo
- Campello sul Clitunno: San Luigi Gonzaga
- Cannara: san Matteo
- Cascia: santa Rita da Cascia
- Castel Ritaldi: santa Marina
- Castiglione del Lago: santa Maria Maddalena
- Cerreto di Spoleto: san Nicola di Bari
- Citerna: san Michele arcangelo
- Città della Pieve: santi Gervasio e Protasio
- Città di Castello: san Florido
- Collazzone: san Lorenzo
- Corciano: san Michele arcangelo
- Costacciaro: beato Tommaso da Costacciaro
- Deruta: santa Caterina d'Alessandria
- Foligno: san Feliciano
- Fossato di Vico: san Sebastiano
- Fratta Todina: san Michele arcangelo.
- Giano dell'Umbria: san Felice
- Gualdo Cattaneo: san Michele arcangelo
- Gualdo Tadino: beato Angelo da Gualdo Tadino
- Gubbio: sant'Ubaldo
- Lisciano Niccone: san Benedetto da Norcia
- Magione: san Clemente papa
- Marsciano: san Giovanni Battista
- Massa Martana: san Felice di Massa Martana
- Monte Castello di Vibio: santi Filippo e Giacomo
- Monte Santa Maria Tiberina: santa Maria Assunta
- Montefalco: san Fortunato
- Monteleone di Spoleto: san Nicola
- Montone: san Gregorio Magno
- Nocera Umbra: san Rinaldo
- Norcia: san Benedetto da Norcia
- Paciano: san Michele arcangelo
- Panicale: san Michele arcangelo
- Passignano sul Trasimeno: san Cristoforo
- Piegaro: san Silvestro papa
- Pietralunga: san Gaudenzio
- Poggiodomo: sant'Antonio di Padova
- Preci: sant'Eutizio
- San Giustino: san Giustino
- Sant'Anatolia di Narco: Sant'Anatolia
- Scheggia e Pascelupo: san Paterniano
- Scheggino: san Nicola
- Sellano: san Severino di Settempeda
- Sigillo: sant'Anna
- Spello: san Felice di Massa Martana
- Spoleto: san Ponziano
- Todi: san Fortunato
- Torgiano: san Bartolomeo
- Trevi: sant'Emiliano
- Tuoro sul Trasimeno: santa Maria Maddalena
- Umbertide: Madonna della Reggia
- Valfabbrica: san Sebastiano
- Vallo di Nera: san Giovanni Battista
- Valtopina: san Bernardino da Siena

## Provincia di Terni
- Terni: San Valentino.
- Acquasparta: santa Cecilia
- Allerona: sant'Ansano
- Alviano: santa Maria Assunta
- Amelia: santa Fermina.
- Arrone: san Giovanni Battista
- Attigliano: san Lorenzo martire
- Avigliano Umbro: sant'Egidio
- Baschi: san Longino
- Calvi dell'Umbria: san Pancrazio
- Castel Giorgio: san Pancrazio
- Castel Viscardo: sant'Antonio di Padova
- Fabro: san Martino
- Ferentillo: san Sebastiano
- Ficulle: sant'Eumenio
- Giove: san Giovanni Battista
- Guardea: beato Pascuccio
- Lugnano in Teverina: santa Maria Assunta
- Montecastrilli: san Nicola
- Montecchio: san Bernardino da Siena
- Montefranco: san Pietro
- Montegabbione: san Giuseppe
- Monteleone d'Orvieto santi Pietro e Paolo: coprotettore san Teodoro d'Amasea
- Narni: san Giovenale.
- Orvieto: san Giuseppe
- Otricoli: san Vittore
- Parrano: san Biagio
- Penna in Teverina: san Valentino.
- Polino: san Michele arcangelo.
- Porano: san Biagio
- San Gemini: san Gemine
- San Venanzo: san Venanzio
- Stroncone: beato Antonio da Stroncone